# Julius Söderbom
Julius Fritiof Leonard Söderbom (i riksdagen kallad Söderbom i Surte), född 13 juli 1864 i Rumskulla, Kalmar län, död 2 mars 1926 i Nödinge, var en svensk hyttmästare och politiker (liberal). 
Julius Söderbom, som var son till en glasblåsare, var hyttmästare vid Liljedals Glasbruk, Ed i Värmland samt efter 1912 vid glasbruket i Surte i Nödinge, där han också var kommunalt verksam. 
Han var riksdagsledamot i andra kammaren 1913–1914 för Värmlands läns västra valkrets. Som kandidat för Frisinnade landsföreningen tillhörde han dess riksdagsgrupp Liberala samlingspartiet. Han var bland annat suppleant i andra kammarens femte tillfälliga utskott 1913–1914.
Han är farfar till fotografen Lars Söderbom.